# 大石悠貴
大石 悠貴（おおいし ゆうき、1993年10月22日 - ）は、新潟テレビ21のアナウンサー。

## 経歴・人物
静岡県浜松市出身。静岡県立浜松南高等学校、中京大学卒業。中学1年から野球を始め、高校3年の夏にはレギュラーの二塁手で出場した。大石は野球を通じた自身の経験について「目標に向かって頑張ったからこそ、得られるものがあるっていうのを学びましたね。アナウンサーという仕事においても、すごく通ずるものがあるし、生きているものもありますね。」と後述している。
2016年に新潟テレビ21に入社して以降、同局で放送される情報番組やニュース番組のスポーツコーナーなどに出演する。2021年3月まで放送されていた「にいがたLive!ナマ+トク」では、初代司会である同局の岡拓哉アナウンサーに代わり2代目司会を務めた。ほか、アルビレックス新潟の試合で実況生中継を担当するほか、日刊スポーツのウェブサイトでは試合に関するコラムを担当する。現在は「まるどりっ!UP」後半のコーナー「Pickup!」や、UX Newsなどに出演している。
アナウンサーとしてのモットーは「井戸を掘るなら水が湧くまで掘れ」。防災士の資格を持ち、YouTubeのUX新潟ニュースチャンネルで、同局の大西遥香、大角怜司両アナウンサーと共に防災の大切さをクイズを交えて伝えている。

## 出演番組
- UX News
- まるどりっ!UP
- スーパーJにいがた
- 熱闘甲子園[注 1]
- ナスD大冒険TV[6]
- 〜北信越のラーメン大検索〜 なんて麺だ‼︎

### 過去の出演番組
- まるどりっ!
- にいがたLive!ナマ+トク